# منطقة الحكم الذاتي الصربية في كرايينا
منقطة الحكم الذاتي الصربية في كرايينا (بالصربية الكرواتية: Srpska autonomna oblast Krajina, Српска аутономна област Крајина) كانت منطقة حكم ذاتي صربية (أوبلاست) بداخل كرواتيا المعاصرة. المنطقة كانت تتكون من بلديات أغلبيتها صرب في الجمهورية الكرواتية والتي أعلنت أنها حكمها الذاتي في أغسطس 1990. في 1991، أعلنت نفسها جمهورية كرايينا الصربية وضمت منطقتي حكم ذاتي صربيتين في كرواتيا وهما سلافونيا الغربية و‌سلوفينيا الشرقية وبرانيا وسيرميا الغربية.

## وصلات خارجية
- خريطة